# Unione Calcio Sampdoria 2008-2009
Questa voce raccoglie i dati riguardanti l'Unione Calcio Sampdoria nelle competizioni ufficiali della stagione 2008-2009.

## Stagione
Riconquistata la partecipazione alle competizione europee, la Sampdoria acquistò Bruno Fornaroli: l'attaccante si mise subito in mostra, segnando in Coppa UEFA. I blucerchiati, altalenanti in campionato, superarono anche la fase a gironi. Nei sedicesimi furono battuti dal Metalist, contro cui persero entrambi i confronti. La domenica successiva al ritorno sconfissero il Milan, a sua volta in cerca di riscatto dopo l'eliminazione continentale. In seguito, nelle semifinali di Coppa Italia, anche l'Inter si arrese ai liguri. La vittoria della finale, contro la Lazio, avrebbe comportato un'altra qualificazione per la UEFA ma la Sampdoria cedette ai rigori, dopo l'1-1 dei supplementari. Chiuse, infine, il campionato al 13º posto con il bilancio negativo di 2 k.o. nei derby: fu l'ultima stagione a Genova per Walter Mazzarri.

## Divise e sponsor
Lo sponsor tecnico per la stagione 2008-2009 è Kappa, mentre gli sponsor ufficiali sono ERG (ERG Mobile dal 5 aprile) per il campionato e Air One per le coppe.
| Casa | Trasferta | Terza Divisa | Portiere |

## Organigramma societario
Area direttiva
- Presidente: Riccardo Garrone
- Vice presidente: Fabrizio Parodi
- Amministratore delegato e direttore generale: Giuseppe Marotta
- Consiglieri: Vittorio Garrone, Emanuele Repetto, Giorgio Vignolo, Monica Mondini, Enrico Cisnetto

Area organizzativa
- Segretario generale: Umberto Marino
- Team manager: Giorgio Ajazzone

Area comunicazione
- Responsabile area comunicazione: Alberto Marangon
- Ufficio Stampa: Matteo Gamba

Area marketing
- Ufficio marketing: Marco Caroli, Cristina Serra, Christian Monti

Area tecnica
- Direttore sportivo: Salvatore Asmini
- Allenatore in seconda: Vittorio Russo
- Collaboratore tecnico: Nicolò Frustalupi
- Preparatore atletico: Giuseppe Pondrelli
- Preparatore atletico: Agostino Tibaudi
- Preparatore dei portieri: Nunzio Papale

Area sanitaria
- Responsabile sanitario: Dott. Amedeo Baldari
- Medici sociali: Dott. Claudio Mazzola, Dott. Claudio Rigo, Dott. Gianedilio Solimei
- Massaggiatori: Cosimo Cannas, Maurizio Lo Biundo

## Rosa
| N. |                      | Ruolo | Calciatore                |
| -- | -------------------- | ----- | ------------------------- |
| 1  | Italia (bandiera)    | P     | Luca Castellazzi          |
| 3  | Svizzera (bandiera)  | C     | Reto Ziegler              |
| 5  | Italia (bandiera)    | D     | Pietro Accardi            |
| 6  | Italia (bandiera)    | D     | Stefano Lucchini          |
| 9  | Uruguay (bandiera)   | A     | Bruno Fornaroli           |
| 10 | Italia (bandiera)    | A     | Giampaolo Pazzini         |
| 11 | Italia (bandiera)    | A     | Claudio Bellucci          |
| 14 | Argentina (bandiera) | D     | Jonathan Bottinelli       |
| 16 | Argentina (bandiera) | D     | Hugo Campagnaro           |
| 17 | Italia (bandiera)    | C     | Angelo Palombo (capitano) |
| 18 | Italia (bandiera)    | A     | Emiliano Bonazzoli        |
| 19 | Italia (bandiera)    | C     | Daniele Franceschini      |
| 20 | Svizzera (bandiera)  | C     | Marco Padalino            |
| 21 | Italia (bandiera)    | C     | Paolo Sammarco            |
| 23 | Lituania (bandiera)  | C     | Marius Stankevičius       |

| N. |                       | Ruolo | Calciatore          |
| -- | --------------------- | ----- | ------------------- |
| 25 | Italia (bandiera)     | A     | Mattia Mustacchio   |
| 28 | Italia (bandiera)     | D     | Daniele Gastaldello |
| 29 | Italia (bandiera)     | D     | Michele Ferri       |
| 40 | Italia (bandiera)     | C     | Gennaro Delvecchio  |
| 46 | Italia (bandiera)     | C     | Mirko Pieri         |
| 55 | Serbia (bandiera)     | C     | Nenad Krstičić      |
| 77 | Italia (bandiera)     | C     | Massimo Bonanni     |
| 77 | Portogallo (bandiera) | D     | Manuel da Costa     |
| 83 | Italia (bandiera)     | P     | Antonio Mirante     |
| 84 | Italia (bandiera)     | D     | Andrea Raggi        |
| 88 | Italia (bandiera)     | C     | Daniele Dessena     |
| 89 | Italia (bandiera)     | A     | Guido Marilungo     |
| 90 | Italia (bandiera)     | P     | Vincenzo Fiorillo   |
| 99 | Italia (bandiera)     | A     | Antonio Cassano     |

## Calciomercato

### Sessione estiva(dall'1/7 all'1/9)
| Acquisti | Acquisti            | Acquisti     | Acquisti          |
| R.       | Nome                | da           | Modalità          |
| -------- | ------------------- | ------------ | ----------------- |
| P        | Antonio Mirante     | Juventus     | compartecipazione |
| D        | Jonathan Bottinelli | San Lorenzo  | definitivo        |
| C        | Massimo Bonanni     | Bari         | fine prestito     |
| C        | Marius Stankevičius | Brescia      | definitivo        |
| C        | Marco Padalino      | Piacenza     | definitivo        |
| C        | Daniele Dessena     | Parma        | compartecipazione |
| C        | Nenad Krstičić      | OFK Belgrado | definitivo        |
| A        | Bruno Fornaroli     | Nacional     | definitivo        |

| Cessioni | Cessioni                   | Cessioni   | Cessioni          |
| R.       | Nome                       | a          | Modalità          |
| -------- | -------------------------- | ---------- | ----------------- |
| D        | Luigi Sala                 | svincolato |                   |
| D        | Leonardo Martín Migliónico | Livorno    | prestito          |
| C        | Nikola Gulan               | Fiorentina | risoluzione comp. |
| C        | Sergio Volpi               | svincolato |                   |
| C        | Christian Maggio           | Napoli     | definitivo        |
| C        | Cristian Zenoni            | Bologna    | definitivo        |
| C        | Vladimir Koman             | Avellino   | prestito          |
| C        | Andrea Poli                | Sassuolo   | prestito          |
| A        | Vincenzo Montella          | Roma       | fine prestito     |
| A        | Alessandro Romeo           | Legnano    | compartecipazione |
| A        | Gabriel Enzo Ferrari       | Perugia    | prestito          |
| A        | Ikechukwu Kalu             | Bellinzona | definitivo        |

### Sessione invernale(dal 7/1 al 2/2)
| Acquisti | Acquisti          | Acquisti      | Acquisti          |
| R.       | Nome              | da            | Modalità          |
| -------- | ----------------- | ------------- | ----------------- |
| D        | Andrea Raggi      | Palermo       | prestito          |
| D        | Vasco Regini      | Cesena        | compartecipazione |
| D        | Michele Ferri     | Cagliari      | definitivo        |
| D        | Manuel da Costa   | Fiorentina    | prestito          |
| C        | Roberto Soriano   | Bayern Monaco | definitivo        |
| A        | Giampaolo Pazzini | Fiorentina    | definitivo        |
| A        | Fabio Zamblera    | Newcastle Utd | prestito          |

| Cessioni | Cessioni            | Cessioni    | Cessioni |
| R.       | Nome                | a           | Modalità |
| -------- | ------------------- | ----------- | -------- |
| D        | Jonathan Bottinelli | San Lorenzo | prestito |
| C        | Massimo Bonanni     | Grosseto    | prestito |
| A        | Emiliano Bonazzoli  | Fiorentina  | prestito |
| A        | Bruno Fornaroli     | San Lorenzo | prestito |

## Risultati

### Serie A

#### Girone d'andata
| Arbitro: | Rosetti (Torino) |

|                |           |                 |
| Delvecchio 69’ | Marcatori | 33’ Ibrahimović |

| Arbitro: | Brighi (Cesena) |

|                      |           |  |
| Zárate 7’ Pandev 72’ | Marcatori |  |

| Arbitro: | Ayroldi (Molfetta) |

|                  |           |              |
| Franceschini 49’ | Marcatori | 51’ Langella |

| Siena 24 settembre 2008, ore 20.30 UTC+1 4ª giornata | Siena                        | 0 – 0 referto | Sampdoria | Stadio Artemio Franchi (8.348 spett.)\| Arbitro: \| Tommasi (Bassano del Grappa) \| |
| Arbitro:                                             | Tommasi (Bassano del Grappa) |               |           |                                                                                     |

| Genova 27 settembre 2008, ore 18:00 UTC+1 5ª giornata | Sampdoria         | 0 – 0 referto | Juventus | Stadio Luigi Ferraris (27.043 spett.)\| Arbitro: \| Rizzoli (Bologna) \| |
| Arbitro:                                              | Rizzoli (Bologna) |               |          |                                                                          |

| Arbitro: | Girardi (San Donà di Piave) |

|                                       |           |                        |
| Floccari 35’, 77’ Garics 39’ Doni 83’ | Marcatori | 7’, 54’ (rig.) Cassano |

| Arbitro: | Damato (Barletta) |

|                                        |           |  |
| Ronaldinho 56’ (rig.), 66’ Inzaghi 90’ | Marcatori |  |

| Arbitro: | Celi (Campobasso) |

|                             |           |  |
| Delvecchio 61’ Bellucci 74’ | Marcatori |  |

| Arbitro: | Tagliavento (Terni) |

|                   |           |  |
| Baptista 21’, 53’ | Marcatori |  |

| Arbitro: | Ayroldi (Molfetta) |

|              |           |  |
| Bellucci 85’ | Marcatori |  |

| Arbitro: | Rosetti (Torino) |

|                          |           |  |
| Mannini 23’ Zalayeta 74’ | Marcatori |  |

| Arbitro: | Trefoloni (Siena) |

|                                             |           |                     |
| Delvecchio 11’ Cassano 15’ Stankevicius 61’ | Marcatori | 55’, 82’ Tiribocchi |

| Arbitro: | Tommasi (Bassano del Grappa) |

|                                |           |  |
| Bellucci 6’ Cassano 62’, 90+1’ | Marcatori |  |

| Arbitro: | Saccani (Mantova) |

|          |           |  |
| Jeda 48’ | Marcatori |  |

| Arbitro: | Farina (Novi Ligure) |

|  |           |            |
|  | Marcatori | 50’ Milito |

| Arbitro: | Gava (Conegliano Veneto) |

|  |           |                                  |
|  | Marcatori | 75’ (rig.) Bellucci 81’ Padalino |

| Arbitro: | Orsato (Schio) |

|  |           |               |
|  | Marcatori | 19’ Montolivo |

| Arbitro: | Valeri (Roma 2) |

|             |           |                |
| Domizzi 62’ | Marcatori | 57’ Delvecchio |

| Arbitro: | Stefanini (Prato) |

|  |           |                    |
|  | Marcatori | 45’, 58’ Bresciano |

#### Girone di ritorno
| Arbitro: | Celi (Campobasso) |

|               |           |  |
| Adriano 45+2’ | Marcatori |  |

| Arbitro: | Ayroldi (Molfetta) |

|                                             |           |            |
| Delvecchio 13’ Cassano 51’ Stankevicius 55’ | Marcatori | 30’ Rocchi |

| Arbitro: | Gava (Conegliano Veneto) |

|            |           |             |
| Rigoni 75’ | Marcatori | 73’ Pazzini |

| Arbitro: | Girardi (San Donà di Piave) |

|                            |           |                              |
| Bellucci 45+1’ Pazzini 51’ | Marcatori | 21’ Vergassola 80’ Maccarone |

| Arbitro: | Orsato (Schio) |

|            |           |             |
| Amauri 61’ | Marcatori | 10’ Pazzini |

| Arbitro: | Giannoccaro (Lecce) |

|             |           |  |
| Pazzini 61’ | Marcatori |  |

| Arbitro: | Rocchi (Firenze) |

|                         |           |          |
| Cassano 33’ Pazzini 51’ | Marcatori | 80’ Pato |

| Arbitro: | Banti (Livorno) |

|                           |           |  |
| Di Vaio 45+1’, 87’, 90+1’ | Marcatori |  |

| Arbitro: | Rosetti (Torino) |

|                  |           |                               |
| Pazzini 26’, 43’ | Marcatori | 7’, 70’ (rig.) Júlio Baptista |

| Arbitro: | Morganti (Ascoli Piceno) |

|             |           |                                     |
| Bianchi 29’ | Marcatori | 8’ Pazzini 24’ Sammarco 69’ Cassano |

| Arbitro: | Tagliavento (Terni) |

|                  |           |                          |
| Palombo 28’, 63’ | Marcatori | 44’ Zalayeta 90+1’ Denis |

| Arbitro: | Dondarini (Finale Emilia) |

|                    |           |                                     |
| Caserta 59’ (rig.) | Marcatori | 11’ Pazzini 30’, 88’ (rig.) Cassano |

| Arbitro: | Velotto (Grosseto) |

|                                 |           |  |
| Mascara 39’ (rig.) Martínez 48’ | Marcatori |  |

| Arbitro: | Gava (Conegliano Veneto) |

|                                |           |                                            |
| Marilungo 26’, 44’ Cassano 86’ | Marcatori | 48’ Matri 67’ (rig.) Acquafresca 80’ Conti |

| Arbitro: | Morganti (Ascoli Piceno) |

|                        |           |                  |
| Milito 30’, 73’, 90+3’ | Marcatori | 45+3’ Campagnaro |

| Arbitro: | Trefoloni (Siena) |

|                                                          |           |  |
| Dessena 2’, 30’ Delvecchio 36’ Marilungo 47’ Pazzini 52’ | Marcatori |  |

| Arbitro: | Gervasoni (Mantova) |

|               |           |  |
| Gilardino 21’ | Marcatori |  |

| Arbitro: | Celi (Campobasso) |

|                                    |           |                                  |
| Isla 32’ (aut.) Cassano 45’ (rig.) | Marcatori | 13’ (rig.) D'Agostino 61’ Felipe |

| Arbitro: | Cavarretta (Trapani) |

|                      |           |                              |
| Miccoli 8’ Succi 42’ | Marcatori | 45’ Pazzini 59’ Stankevicius |

### Coppa Italia

#### Fase finale
| Arbitro: | Tommasi (Bassano del Grappa) |

|                                    |           |          |
| Bonazzoli 31’ Fornaroli 45’ (rig.) | Marcatori | 62’ Lodi |

| Arbitro: | Pierpaoli (Firenze) |

|                           |                      |                                      |
| Di Natale 63’ (rig.)      | Marcatori            | 56’ Pazzini                          |
| D'Agostino Di Natale Pepe | Tiri di rigore 1 – 4 | Pazzini Palombo Sammarco Gastaldello |

| Arbitro: | Saccani (Mantova) |

|                             |           |  |
| Cassano 9’ Pazzini 30’, 42’ | Marcatori |  |

| Arbitro: | Orsato (Schio) |

|                 |           |  |
| Ibrahimović 27’ | Marcatori |  |

| Arbitro: | Rosetti (Torino) |

|                                                          |                      |                                                                   |
| Zárate 4’                                                | Marcatori            | 31’ Pazzini                                                       |
| Ledesma Rocchi Rozehnal Kolarov Zárate Lichtsteiner Dabo | Tiri di rigore 6 – 5 | Cassano Palombo Pazzini Gastaldello Accardi Delvecchio Campagnaro |

### Coppa UEFA

#### Primo turno
| Arbitro: | Tannerq |

|                                                     |           |  |
| Bonazzoli 14’, 22’ Cassano 36’, 56’ Fornaroli 90+1’ | Marcatori |  |

| Arbitro: | Deaconu |

|              |           |                             |
| Zelmikas 18’ | Marcatori | 48’ Fornaroli 58’ Bonazzoli |

#### Fase a gruppi
| Arbitro: | Cardoso |

|            |           |                           |
| Diarra 34’ | Marcatori | 21’ Bonazzoli 56’ Dessena |

| Arbitro: | Skomina |

|              |           |           |
| Sammarco 39’ | Marcatori | 8’ Marica |

| Arbitro: | Chapron |

|                                         |           |  |
| De Camargo 23’ Onyewu 34’ Jovanović 42’ | Marcatori |  |

| Arbitro: | Webb |

|                |           |  |
| Bottinelli 75’ | Marcatori |  |

#### Fase ad eliminazione diretta
| Arbitro: | Balaj |

|  |           |               |
|  | Marcatori | 45+2’ Oliynyk |

| Arbitro: | Kircher |

|                       |           |  |
| Valyayev 31’ Jajá 41’ | Marcatori |  |

## Statistiche

### Statistiche di squadra
| Competizione | Punti | In casa | In casa | In casa | In casa | In casa | In casa | In trasferta | In trasferta | In trasferta | In trasferta | In trasferta | In trasferta | Totale | Totale | Totale | Totale | Totale | Totale | DR |
| Competizione | Punti | G       | V       | N       | P       | Gf      | Gs      | G            | V            | N            | P            | Gf           | Gs           | G      | V      | N      | P      | Gf     | Gs     | DR |
| ------------ | ----- | ------- | ------- | ------- | ------- | ------- | ------- | ------------ | ------------ | ------------ | ------------ | ------------ | ------------ | ------ | ------ | ------ | ------ | ------ | ------ | -- |
| Serie A      | 46    | 19      | 8       | 8       | 3       | 33      | 21      | 19           | 3            | 5            | 11           | 16           | 31           | 38     | 11     | 13     | 14     | 49     | 52     | -3 |
| Coppa Italia | -     | 2       | 2       | 0       | 0       | 5       | 1       | 3            | 0            | 2            | 1            | 2            | 3            | 5      | 2      | 2      | 1      | 7      | 4      | +3 |
| Coppa UEFA   | -     | 4       | 2       | 1       | 1       | 7       | 2       | 4            | 2            | 0            | 2            | 4            | 7            | 8      | 4      | 1      | 3      | 11     | 9      | +2 |
| Totale       | -     | 25      | 12      | 9       | 4       | 45      | 24      | 26           | 5            | 7            | 14           | 22           | 41           | 51     | 17     | 16     | 18     | 67     | 65     | +2 |

### Andamento in campionato
| Giornata  | 1  | 2  | 3  | 4  | 5  | 6  | 7  | 8  | 9  | 10 | 11 | 12 | 13 | 14 | 15 | 16 | 17 | 18 | 19 | 20 | 21 | 22 | 23 | 24 | 25 | 26 | 27 | 28 | 29 | 30 | 31 | 32 | 33 | 34 | 35 | 36 | 37 | 38 |
| --------- | -- | -- | -- | -- | -- | -- | -- | -- | -- | -- | -- | -- | -- | -- | -- | -- | -- | -- | -- | -- | -- | -- | -- | -- | -- | -- | -- | -- | -- | -- | -- | -- | -- | -- | -- | -- | -- | -- |
| Luogo     | C  | T  | C  | T  | C  | T  | T  | C  | T  | C  | T  | C  | C  | T  | C  | T  | C  | T  | C  | T  | C  | T  | C  | T  | C  | C  | T  | C  | T  | C  | T  | T  | C  | T  | C  | T  | C  | T  |
| Risultato | N  | P  | N  | N  | N  | P  | P  | V  | P  | V  | P  | V  | V  | P  | P  | V  | P  | N  | P  | P  | V  | N  | N  | N  | V  | V  | P  | N  | V  | N  | V  | P  | N  | P  | V  | P  | N  | N  |
| Posizione | 13 | 18 | 18 | 17 | 17 | 17 | 18 | 14 | 16 | 16 | 17 | 15 | 14 | 15 | 15 | 14 | 14 | 14 | 15 | 15 | 15 | 15 | 15 | 15 | 14 | 14 | 14 | 14 | 14 | 13 | 11 | 13 | 13 | 13 | 12 | 12 | 12 | 13 |

Legenda:

Luogo: C = Casa; T = Trasferta. Risultato: V = Vittoria; N = Pareggio; P = Sconfitta.